# 布蒂斯霍爾茨

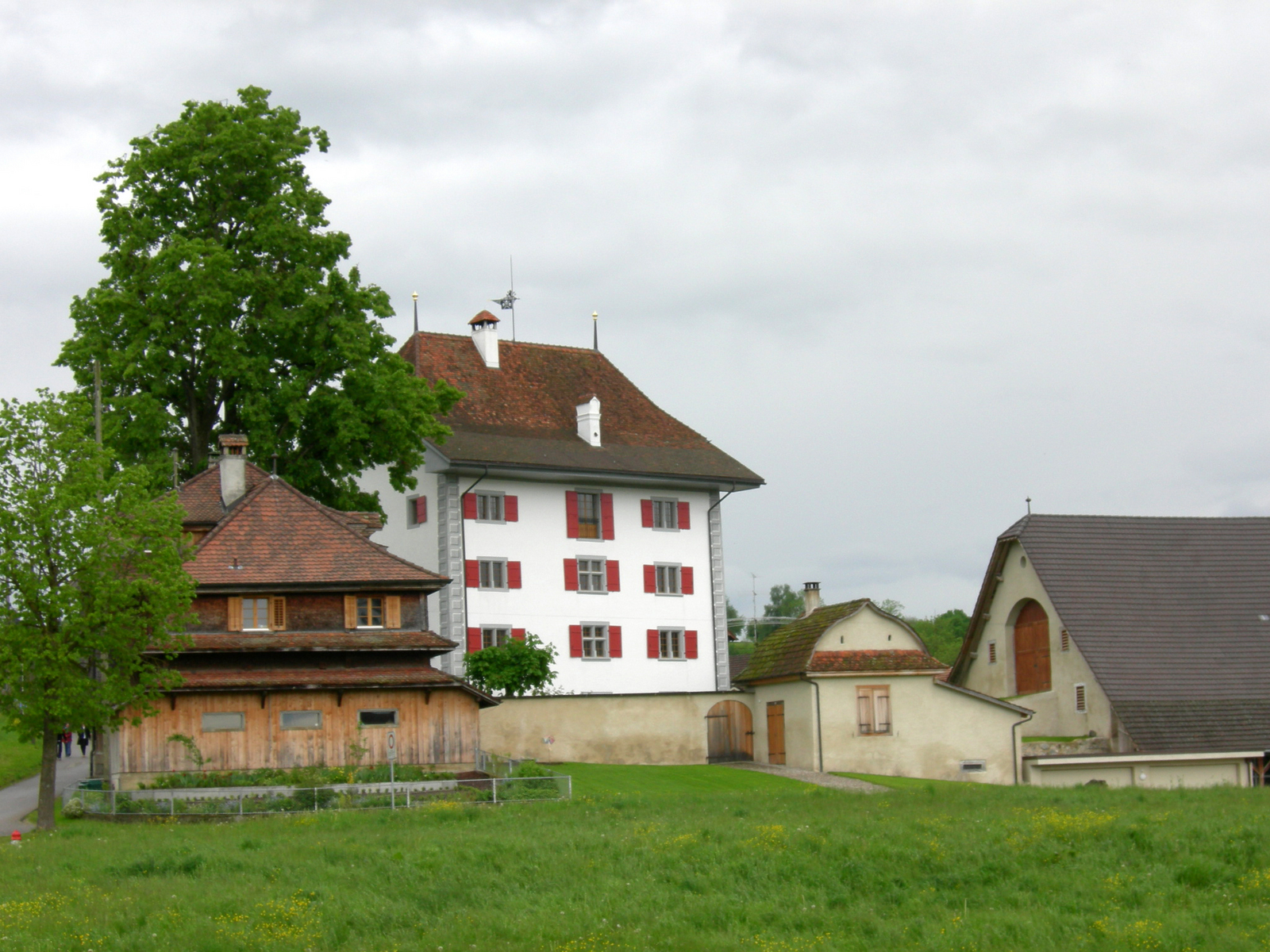

布蒂斯霍爾茨是瑞士的城鎮，位於該國中部，由琉森州負責管轄，面積16.74平方公里，七成半土地是農業用地，海拔高度564米，2011年人口3,225，人口密度每平方公里193人。